# NGC 899
NGC 899 (również PGC 8990) – galaktyka nieregularna (IBm), znajdująca się w gwiazdozbiorze Wieloryba. Odkrył ją John Herschel 13 listopada 1835 roku.